# Lambert Hofer (1944–2013)
Lambert Johann Hofer (né le 20 octobre 1944 à Vienne, mort le 13 février 2013 à Weiten) est un entrepreneur autrichien travaillant dans le secteur des costumes, qui est aussi créateur de costumes pour le cinéma à partir du milieu des années 1950.

## Biographie
Il est issu de la dynastie des Lambert Hofer. Quatrième du nom, Hofer junior reprend l'entreprise de Lambert Hofer II, lancée peu après la Première Guerre mondiale, afin de fournir des costumes à l'industrie cinématographique autrichienne. En 1966, Hofer IV fonde sa propre entreprise et fournit au cours des douze années suivantes une série de films et de productions télévisuelles autrichiens, allemands et anglais, principalement tournés à Vienne et dans les environs. En outre, il fournit une foule de productions scéniques, notamment pour le Raimundtheater et le Theater an der Wien.
Hofer junior utilise ses contacts avec le monde des célébrités et, pendant de nombreuses années, offre des costumes non seulement aux visiteurs éminents du bal de l'opéra de Vienne, mais également à des stars comme Maximilian Schell, Thomas Gottschalk, Curd Jürgens et Richard Burton. Son style de vie dissolu amène en 2005 à la faillite de sa propre entreprise, qui peut toutefois être poursuivie par son épouse Olga Hofer.
Lambert Hofer junior se retire alors en Basse-Autriche. Il meurt sur le chemin du retour de l'auberge dans une froide nuit d'hiver. Son corps sans vie est retrouvé trois jours plus tard. Peu avant, il aurait souffert d'un accident vasculaire cérébral selon le diagnostic médical.

## Filmographie
- 1956 : Bademeister Spargel (de)
- 1956 : Geliebte Hochstaplerin
- 1956 : Die Magd von Heiligenblut (de)
- 1962 : Hochzeitsnacht im Paradies
- 1963 : Der Musterknabe (de)
- 1963 : La Marraine de Charley
- 1966 : Der Weibsteufel
- 1966 : Maigret fait mouche
- 1967 : Couchés dans le foin
- 1968 : Oui à l'amour, non à la guerre
- 1969 : Les Vierges folichonnes
- 1969 : Les petites chattes sont toutes gourmandes
- 1970 : Gebissen wird nur nachts – das Happening der Vampire
- 1971 : Notre agent à Salzbourg
- 1972 : Le Hurlement des loups
- 1976 : Duett zu Dritt
- 1976 : Le Canard sauvage
- 1977 : Peter Voss, le voleur de millions (série télévisée)